# Витола, Илга
И́лга Ви́тола (латыш. Ilga Vītola; 25 апреля 1941 года — 23 октября 2008 года) — латвийская актриса, известная ролью домработницы Иви в советском телефильме «Театр».
На протяжении долгого времени работала на Рижской киностудии в различных технических должностях (монтажник, реквизитор, позднее администратор), пока в 1978 году кинорежиссёр Янис Стрейч, обнаружив её полное соответствие желаемому типажу острохарактерной роли домработницы, не пригласил её принять участие в съёмках двухсерийного фильма «Театр» в качестве актрисы.
В дальнейшем Витола сыграла ряд небольших ролей и эпизодов в таких латвийских кинокартинах, как «Незаконченный ужин» (1979), «Вечерний вариант» (1980), «Песнь, наводящая ужас» (1989).
Опубликовала мемуарный очерк «Подстреленные птицы» о режиссёре Юрисе Подниексе и его операторах Гвидо Звайгзне и Андрисе Слапиньше.